# Klooster van Banz
Het Klooster van Banz is een voormalig klooster van de benedictijnen, dat tot het gebied van de Duitse stad Bad Staffelstein ten noorden van Bamberg behoort. Hoog boven het Maindal geeft de locatie een wijde blik over Oberfranken. Sinds 1978 is het klooster in het bezit van de aan de CSU gelieerde Hanns-Seidel-Stiftung en dient als vormingscentrum en conferentieoord. De kerk is in gebruik als parochiekerk van Altenbanz.

## Geschiedenis
De benedictijner abdij werd rond 1070 door gravin Alberada von Schweinfurt en haar echtgenoot, graaf Hermann von Habsberg-Kastl, in hun burcht gesticht. Na de dood van de stichters verviel het klooster, maar bisschop Otto I van Bamberg wist het klooster nieuw leven in te blazen.
De betrekkingen tussen het klooster en het omringende land waren veelzijdig. Veel monniken waren verwant aan de adellijke families van de streek. Leden van een aantal families hadden in het klooster begrafenisrechten. Het klooster ontving veel schenkingen. Ook trad het klooster op als kredietverstrekker, daarbij werd het verbod op heffing van rente omzeild door in ruil voor het krediet een terugkooprecht te verstrekken op geleverde goederen. Het klooster bezat uitgebreide landerijen en verstrekte deze in leen aan de adel. Hiermee verkreeg het klooster een belangrijke functie voor de economie van de streek.
In het jaar 1505 werd Banz door een brand grotendeels in de as gelegd. Nog voordat de herbouw kon worden voltooid diende de volgende ramp zich aan: de boerenoorlog van 1525. Brandschatting en plundering van opstandige boeren deden monniken een veilig heenkomen zoeken. Tijdens de plundering brak er brand uit en wederom werd het klooster een troosteloze ruïne. Moeizaam werd het klooster herbouwd.
In 1575 werden er door abt Johann Burkhard hervormingen in het klooster doorgevoerd. Hij bracht de financiën op orde, wist verloren bezit terug te verkrijgen en zorgde ervoor dat ook monniken zonder adellijke titel konden intreden.
De dertigjarige Oorlog (1618-1648) bracht opnieuw rampspoed voor de abdij. Het klooster lag in een doorgangsgebied van Zweedse en keizerlijke troepen. De heerschappij van Zweden in Franken bedreigde het klooster in haar bestaan doordat er gebrek aan levensmiddelen ontstond. Toen de troepen eindelijk de aftocht bliezen, lagen de kloostergebouwen weer in puin. Het tot het klooster behorende land was verwoest en de bevolking bleek drastisch te zijn afgenomen.
Maar onder leiding van abt Otto de la Bourde volgde opnieuw een opbloei van het kloosterleven in Banz. Er kon weer gebouwd worden en de uit Beieren afkomstige architect en bouwmeester Leonhard Dientzenhofer kreeg van de abten Eucharius Weiner en Kilian Düring opdracht een aantal kloostergebouwen in barokke stijl te herbouwen. Ook werd begonnen met de bouw van een nieuwe kloosterkerk. Na het overlijden van Leonhard Dientzenhofer in 1707 zet zijn broer Johann het werk voort. Als Otto de la Bourde in 1708 sterft als bisschop van Gurk, ontvangt het klooster uit de erfenis een grote som geld, een bedrag waar men midden in de bouwwerkzaamheden wel raad mee weet. In 1719 wordt de kerk plechtig ingewijd.
Het klooster ontwikkelde zich vervolgens in de tweede helft van de 18e eeuw in een wetenschappelijk en spiritueel centrum. In heel het Heilige Roomse Rijk stond Banz bekend om de geleerdheid van de monniken, als een plek van rooms-katholieke Verlichting. Zelfs protestantse wetenschappers wisten Banz te vinden om er onderzoek te verrichten.
Daarna volgde de secularisatie: in 1803 werd het klooster opgeheven. Kostbaarheden werden in beslag genomen, de grote verzameling kunstschatten en de omvangrijke bibliotheek verdwenen in alle richtingen, de grafkelder werd in gebruik genomen als koestal en het verval trad in voor de gebouwen. Al spoedig werd gesproken over de afbraak van het complex.

## Slot Banz
In 1814 echter verwierf de zwager van koning Maximiliaan I, hertog Wilhem van Beieren, de kloostergebouwen en nam het complex in gebruik als zomerresidentie. Daarmee behoedde hij het complex voor algehele afbraak. Vanaf dat moment stond het klooster bekend als Slot Banz (Duits: Schloss Banz). Het slot was een populair oord voor jachtpartijen en het was een komen en gaan van leden van de Duitse adel.

## Klooster Banz
Na de Eerste Wereldoorlog was het snel gedaan met het hofleven op Banz. Het huis van Wittelsbach verpachtte de gebouwen aan uit de Elzas gevluchte trappisten. De trappisten bleven echter slechts 10 jaar in Banz en verhuisden naar Engelhartszell an der Donau. In 1933 nam de religieuze Gemeenschap van de Heilige Engelen (Duits: Gemeinschaft von den heiligen Engeln) Banz over van hertog Lodewijk Willem in Beieren. Nog eenmaal herleefde het kloosterleven in Banz. Na de Tweede Wereldoorlog verloor de kloosterorde aan belang en een lange zoektocht begon naar een waardige opvolger van de kloostergemeenschap.

## Hanns-Seidel-Stiftung
Uiteindelijk wordt de Hanns-Seidel-Stiftung bereid gevonden om de gebouwen over te nemen. Deze stichting is opgericht in 1967 en zetelt in München. Doel van de stichting is de bevordering van de democratische en staatburgerlijke vorming van het Duitse volk op christelijke grondslag. Sinds 1978 is het voormalige klooster in het bezit van de Hanns-Seidel-Stiftung. Na overname van de gebouwen werd een omvangrijk restauratieprogramma opgezet.

## Kloosterkerk
De kerk draagt het patrocinium van Sint-Denijs en Sint-Petrus. De eerste steen van de kerk werd gelegd in 1710. Alhoewel de kerk niet bijzonder groot is, maakt het gebouw indruk door de bijzondere ruimtewerking. De rijke aankleding van de kerk gaat deels terug op het ontwerp van Leonhard Dientzenhofer. Bezienswaardig zijn met name:
- het stucwerk;
- de plafondbeschildering;
- het koorgestoelte;
- het hoogaltaar;
- de kansel.

De kerk is tegenwoordig een van de parochiekerken van Altenbanz.